# Teoría de los trabajadores instalados y excluidos
La teoría de los trabajadores instalados y excluidos (en inglés, insider-outsider) es una teoría de la economía laboral que explica cómo el comportamiento de las empresas, el bienestar nacional y las negociaciones salariales se ven afectados por un grupo en una posición más privilegiada que otros. La teoría fue desarrollada por Assar Lindbeck y Dennis Snower en una serie de publicaciones que comenzaron en 1984.
Los instalados, empleados por una empresa, y los empleadores son los negociadores de los salarios. Como los instalados ya están empleados, están en una posición de poder y en última instancia no están interesados en ampliar el número de empleos disponibles para aquellos que aún no están empleados. En otras palabras, están interesados en maximizar sus propios salarios en lugar de expandir los empleos manteniendo los salarios bajos y permitiendo que los excluidos obtengan empleo.  Las empresas tienen un fuerte incentivo para negociar con los trabajadores instalados debido al alto coste de reemplazar a esos trabajadores. Este costo, llamado costo de rotación, incluye indemnización por despido, gastos del proceso de contratación y capacitación específica de la empresa.  Como la tasa de desempleo no tiene peso alguno en el monopolio de los sindicatos y los empleadores sobre la fijación de salarios, la tasa natural de desempleo aumenta a medida que lo hace la tasa real. Los excluidos (desempleados) son cada vez menos relevantes en la negociación. Porque los instalados comúnmente usan su posición de poder para disuadir a los excluidos de ofertar salarios más bajos que los actuales. El resultado es un mercado laboral en el que no se registran ofertas salariales inferiores a las esperadas, a pesar de la disposición de muchos trabajadores desempleados a trabajar por un salario más bajo.  Esto genera un fallo de mercado, lo que significa que el salario no se fija de acuerdo con las necesidades o preferencias del mercado laboral.

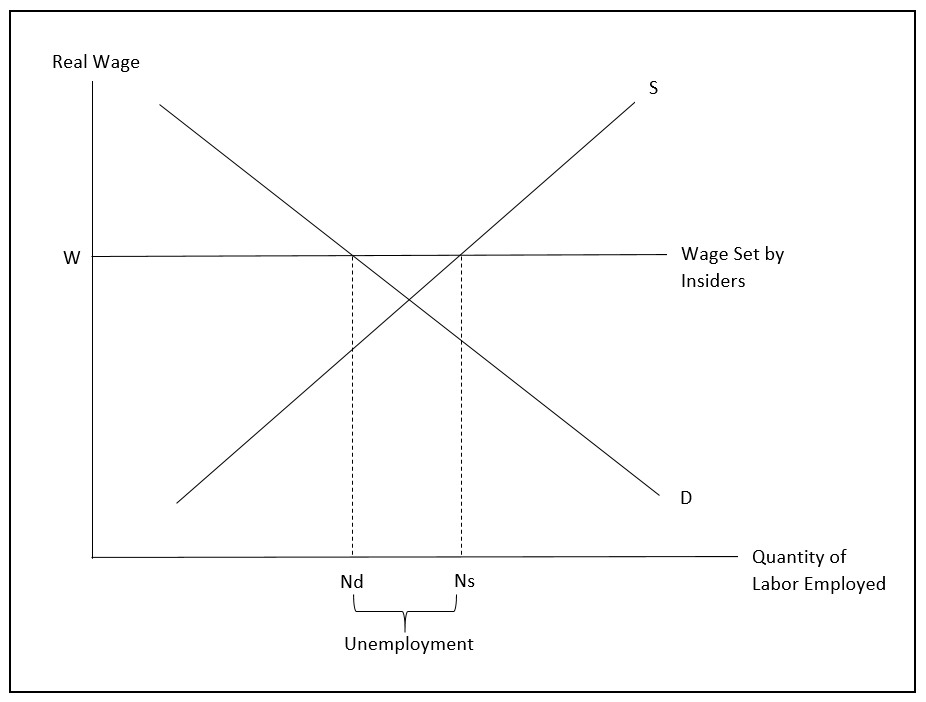
Salarios fijados por personas con información privilegiada

A la derecha se ilustra un comportamiento del modelo incluidos-excluidos, donde Nd representa el nivel óptimo de empleo de mano de obra en las empresas y Ns representa la cantidad de tiempo de trabajo que los trabajadores desean ofrecer a un nivel salarial determinado. Los instalados aprovechan su posición de poder para negociar un salario mucho más alto que el que equilibra el mercado. Este acuerdo fija el nivel salarial para todo el mercado laboral, lo que significa que los trabajadores desempleados son contratados con menos frecuencia, incluso aunque estén dispuestos a trabajar por un salario más bajo. La disparidad genera un nuevo nivel de desempleo, que puede conducir a desempleo permanente. 

## Agentes económicos
Los agentes económicos en juego son los empleados, los desempleados, las empresas, a menudo los sindicatos (mediante la negociación colectiva) y, a veces, el gobierno.
El modelo de trabajadores instalados y excluidos explica por qué las economías con un alto nivel de negociación colectiva experimentan la persistencia más severa en la tasa natural de desempleo. Por ejemplo, España tiene un alto porcentaje de trabajadores cubiertos por negociación colectiva en comparación con otros países, lo que indica que quienes están dentro de su mercado laboral concentran la mayor parte del poder en lo que respecta a la negociación y fijación de salarios y de ahí que experimente un desempleo alto y persistente. 
Esto cambia cuando hay corporativismo. El salario normalmente lo fijan sólo dos agentes económicos: la empresa y los trabajadores instalados. Sin embargo, con el corporativismo la negociación salarial nacional incluye al gobierno como tercero en la mesa, como en Suecia. Pero este no es el caso de países como España, donde los instalados fijan el salario sin tener entre sus objetivos la reducción del desempleo, impidiendo así la entrada de los excluidos.
El corporativismo impide que los instalados regulen estrictamente los salarios, lo que crea ineficiencia. La intervención gubernamental puede verse como una respuesta al desempleo y a la inseguridad del ingreso cuando los trabajadores son reacios al riesgo. Por ejemplo, un trabajador puede estar dispuesto a cambiar un salario esperado más bajo por una estructura salarial que ofrezca seguro contra la incertidumbre acerca de “dónde se encontrará uno” en la distribución salarial, es decir, los sindicatos tenderán a producir una distribución salarial más comprimida. Se trata de una forma de seguro –como lo es la regulación del mercado laboral o los beneficios del estado de bienestar– cuando no existen mercados para ese tipo de seguros.

## Consecuencias
Cuando algún shock externo reduce el empleo, de manera que algunos de los instalados se convierten en excluidos, el número de instalados disminuye. Esto incentiva a los instalados a fijar salarios aún más altos cuando la economía mejore nuevamente, ya que no quedan tantos instalados como antes, en lugar de permitir que los excluidos vuelvan a conseguir empleos con salarios anteriores. Esto provoca histéresis, es decir, el desempleo se vuelve permanentemente más alto después de los shocks negativos. Las explicaciones clave para la persistencia de la tasa natural de desempleo se remontan a la teoría de Hall (1979) de la tasa natural de desempleo como función de la tasa de separación del empleo y la tasa de búsqueda de empleo.  Observamos una tasa natural de desempleo extremadamente persistente y alta por histéresis a medida que más excluidos se convierten en desempleados de larga duración.
Los excluidos soportan la mayor parte de la carga en términos de consecuencias derivadas del hecho de que los instalados fijan los salarios y no consideran la necesidad de crear más empleos. Los desempleados corren el riesgo de no desarrollar nunca el capital humano necesario para el empleo, de sentirse descontentos con el mercado laboral y de experimentar la atrofia de todas las habilidades que habrían sido atractivas para las empresas.  Estas consecuencias significan que el desempleo actual conduce a un aumento del desempleo futuro.  Para los instalados, la tasa de separación del trabajo es esencialmente cero, mientras que los excluidos tienen una tasa de separación del trabajo extremadamente alta y una tasa de búsqueda de trabajo increíblemente baja, lo que crea directamente la persistencia del desempleo. Una empresa puede mostrarse reacia a contratar desempleados, y especialmente a desempleados de larga duración, interpretando la duración de su desempleo como un indicador de baja productividad y ética laboral, lo que impide que los excluidos se conviertan en instalados y fomenta los mecanismos de histéresis.
De la teoría de los trabajadores instalados y excluidos se deriva también una implicación más personal para los excluidos, que es la consecuencia social. Los excluidos pueden ser estigmatizados socialmente por su desempleo y pueden ser excluidos de actividades y redes en el seno de sus sociedades. Los trabajadores desempleados que se ven constantemente desplazados por los instalados dependen de programas de bienestar social, de ingresos familiares o de la economía sumergida. A su vez, los excluidos viven en un espacio con pocos recursos, como escasa asistencia social, educación de baja calidad, política de protección poco desarrollada y pocas oportunidades de ascender en la sociedad. Su exclusión social es un resultado directo de su condición de excluidos en el mercado laboral, lo que los convertiría en verdaderos "excluidos" de la sociedad. 